# Twentynine Palms (Kalifornia)
Twentynine Palms (występuje także jako 29 Palms) – miasto w południowo-środkowej części hrabstwa San Bernardino, w stanie Kalifornia w Stanach Zjednoczonych. Liczba ludności 14.764 (2000).

## Położenie
Twentynine Palms położone jest w pobliżu Parku Narodowego Joshua Tree na pustyni Mojave w połowie drogi pomiędzy Los Angeles a Las Vegas. W mieście znajduje się największa baza Marines na świecie (Marine Corps Air Ground Combat Center Twentynine Palms).

## Historia
Nazwa miejscowości wywodzi się od palm rosnących w oazie na terenie dzisiejszej miejscowości. W drugiej połowie XIX wieku oaza była miejscem postoju dla osadników i poszukiwaczy złota jadących na zachód. Osadnictwo na terenie dzisiejszego miasta rozpoczęło się w latach 20. XX wieku. Baza Marines powstała w 1952 roku.